# Ctenoides ales
Ctenoides ales is een tweekleppigensoort uit de familie van de Limidae. De wetenschappelijke naam van de soort is voor het eerst geldig gepubliceerd in 1927 door Finlay.